# Орта (Азори)
О́рта (порт. Horta; МФА: [ˈoɾ.tɐ]) — муніципалітет і містечко в Португалії, в автономному регіоні Азорські острови. Розташований на острові Фаял в Атлантичному океані, на теренах історичної португальської провінції Азори. Належить до Ангрської діоцезії Католицької церкви в Португалії. Права міського самоврядування має з 1498 року. Поділяється на 13 парафій.  Площа муніципалітету — 172,43 км², населення муніципалітету — 14994 ос. (2011); густота населення — 86,96 осіб/км²
. Патрон — Спаситель. Святковий день муніципалітету — 24 червня. Поштовий індекс — 9900.  Код місцевої адміністративної одиниці — 2012. Складова статистичного регіону Азори.

## Географія
Орта розташована на Азорських островах в Атлантичному океані, на острові Фаял.

### Клімат
Місто знаходиться у зоні, котра характеризується морським кліматом. Найтепліший місяць — серпень із середньою температурою 22.8 °C (73 °F). Найхолодніший місяць — лютий, із середньою температурою 14.4 °С (58 °F).
| Клімат Орти             | Клімат Орти | Клімат Орти | Клімат Орти | Клімат Орти | Клімат Орти | Клімат Орти | Клімат Орти | Клімат Орти | Клімат Орти | Клімат Орти | Клімат Орти | Клімат Орти | Клімат Орти |
| Показник                | Січ.        | Лют.        | Бер.        | Квіт.       | Трав.       | Черв.       | Лип.        | Серп.       | Вер.        | Жовт.       | Лист.       | Груд.       | Рік         |
| Абсолютний максимум, °C | 22          | 18          | 20          | 20          | 22          | 24          | 30          | 29          | 28          | 26          | 22          | 25          | 30          |
| Середній максимум, °C   | 16          | 15          | 16          | 16          | 18          | 20          | 23          | 24          | 23          | 21          | 18          | 16          | 19          |
| Середня температура, °C | 15          | 14          | 14          | 15          | 16          | 18          | 21          | 22          | 21          | 19          | 17          | 15          | 17          |
| Середній мінімум, °C    | 13          | 12          | 12          | 13          | 15          | 16          | 19          | 20          | 19          | 17          | 15          | 13          | 15          |
| Абсолютний мінімум, °C  | 5           | 6           | 7           | 6           | 11          | 12          | 12          | 16          | 13          | 12          | 10          | 8           | 5           |
| Норма опадів, мм        | 110         | 100         | 90          | 60          | 70          | 50          | 40          | 50          | 80          | 100         | 110         | 110         | 1020        |
| ----------------------- | ----------- | ----------- | ----------- | ----------- | ----------- | ----------- | ----------- | ----------- | ----------- | ----------- | ----------- | ----------- | ----------- |
| Джерело: Weatherbase    |             |             |             |             |             |             |             |             |             |             |             |             |             |

## Історія
1498 року португальський король Мануел I надав Орті форал, яким визнав за поселенням статус містечка та муніципальні самоврядні права.

## Населення
| Кількість мешканців | Кількість мешканців | Кількість мешканців | Кількість мешканців | Кількість мешканців | Кількість мешканців | Кількість мешканців | Кількість мешканців | Кількість мешканців | Кількість мешканців | Кількість мешканців | Кількість мешканців | Кількість мешканців | Кількість мешканців | Кількість мешканців | Кількість мешканців |
| ------------------- | ------------------- | ------------------- | ------------------- | ------------------- | ------------------- | ------------------- | ------------------- | ------------------- | ------------------- | ------------------- | ------------------- | ------------------- | ------------------- | ------------------- | ------------------- |
| 1864                | 1878                | 1890                | 1900                | 1911                | 1920                | 1930                | 1940                | 1950                | 1960                | 1970                | 1981                | 1991                | 2001                | 2011                |                     |
| 26 259              | 25 084              | 23 486              | 22 075              | 20 214              | 18 917              | 21 510              | 23 280              | 23 923              | 20 281              | 16 375              | 15 489              | 14 920              | 15 063              | 14 994              |                     |

## Освіта
- Азорський університет — додатковий кампус; факультет агрономії.